# 58600 Iwamuroonsen
58600 Iwamuroonsen este un asteroid din centura principală de asteroizi.

## Descriere
58600 Iwamuroonsen este un asteroid din centura principală de asteroizi. A fost descoperit pe 5 octombrie 1997 la Nanyo de Tomimaru Okuni. Asteroidul prezintă o orbită caracterizată de o semiaxă mare de 2,23 ua, o excentricitate de 0,18 și o înclinație de 1,8° în raport cu ecliptica.